# Juan Cruz Mascia
Juan Cruz Mascia, vollständiger Name Juan Cruz Mascia Paysée, (* 3. Januar 1994 in Montevideo) ist ein uruguayischer Fußballspieler.

## Karriere

### Verein
Der je nach Quellenangabe 1,84 Meter oder 1,88 Meter große Offensivakteur Juan Cruz Mascia der bereits in der Spielzeit 2010/11 zwei Spiele (kein Tor) in der Primera División für Miramar Misiones absolvierte, wechselte 2012 zum Ligakonkurrenten Nacional Montevideo. Für die Bolsos bestritt er in der Saison 2012/13 drei weitere Erstligapartien und schoss ein Tor. Zudem kam er in einer Begegnung (kein Tor) der Copa Libertadores zum Einsatz. In der Spielzeit 2013/14 lief er zwölfmal für die Montevideaner in der höchsten uruguayischen Liga auf und traf dabei fünfmal ins gegnerische Tor. Auch wurde er viermal in der Copa Libertadores 2014 eingesetzt und schoss auf internationaler Ebene ein Tor. In der Saison 2014/15 wurde er bei Nacional in drei Erstligaspielen (kein Tor) eingesetzt. Anfang Januar 2015 schloss er sich zunächst für ein halbes Jahr auf Leihbasis den Montevideo Wanderers an. Allerdings beinhaltet der Transfervertrag eine Klausel, wonach Mascia nicht gegen den leihgebenden Verein eingesetzt werden darf. In der Clausura 2015 absolvierte er sodann für die Wanderers acht Partien (kein Tor) in der Primera División und sechs Begegnungen (kein Tor) Copa Libertadores 2015. Zur Apertura 2015 kehrte er zu Nacional zurück und absolvierte bis Saisonende fünf weitere Erstligaspiele (kein Tor) und ein Spiel (kein Tor) in der Copa Libertadores 2016. In der Saison 2016 gewann sein Verein die uruguayische Meisterschaft. Er selbst blieb jedoch ohne Pflichtspieleinsatz.

### Nationalmannschaft
Juan Cruz Mascia feierte am 25. August 2009 beim 2:1-Sieg im Rahmen der Copa Visión gegen Chile sein Debüt in der von Fabián Coito trainierten uruguayischen U-15-Auswahl. Er nahm mit dem Team an der U-15-Südamerikameisterschaft 2009 in Bolivien teil und den vierten Platz belegte. Insgesamt weist die Statistik 13 Länderspiele und sechs Tore in dieser Altersklasse für ihn aus. Am 21. Mai 2010 lief er – ebenfalls unter Coito – beim 7:4-Sieg im Freundschaftsspiel gegen Mexiko erstmals in der uruguayischen U-17-Auswahl auf. Er stand im Aufgebot bei der U-17-Südamerikameisterschaft 2011 in Ecuador. Dort wurde er mit sechs erzielten Treffern Torschützenkönig des Turniers. Auch nahm er mit ihr an der U-17-Weltmeisterschaft 2011 in Mexiko teil. Dabei trug er mit einem Tore bei zwei Einsätzen zum Gewinn des Vize-Weltmeistertitels bei. Insgesamt bestritt er nach Verbandsangaben 33 Spiele und schoss 22 Tore für die U-17, wobei nach den Verbandskriterien sowohl Partien der Celeste gegen Nationalmannschaften als auch gegen internationale Vereinsteams mitgezählt werden. Juan Verzeri setzte Mascia sodann am 8. Juni 2012 beim 2:0-Sieg im Freundschaftsländerspiel gegen die USA erstmals in einem Länderspiel der U-20 Uruguays ein. In der U-20 stehen für Mascia bislang (Stand: 8. Juli 2015) zwei Länderspiele (kein Tor) zu Buche.
Am 19. Mai 2015 wurde er von Trainer Fabián Coito zunächst für den vorläufigen Kader der U-22 bei den Panamerikanischen Spielen 2015 in Toronto nominiert. Schließlich gehörte er auch dem endgültigen Aufgebot an und gewann das Turnier mit der Celeste.

### Erfolge
- Uruguayischer Meister: 2016
- Goldmedaille Panamerikanische Spiele 2015
- U-17-Vize-Weltmeister 2011
- U-17-Vize-Südamerikameister 2011
- Torschützenkönig der U-17-Südamerikameisterschaft 2011